# Тыхы (зимний стадион)
Зимний стадион в Тыхы (пол. Stadion Zimowy w Tychach) — хоккейная арена в городе Тыхы. Является домашним стадионом клуба ГКС Тыхы.

## История
Открыт стадион 30 апреля 1978 года после 10-летнего строительства. В 1991 году была начата реконструкция стадиона, в результате которой была полностью обновлена система охлаждения стадиона, заменён трубопровод, и уже через год стадион вновь готов к эксплуатации. Однако в 2007 году вновь потребовался ремонт — уже капитальный. За два последующих года была полностью заменена система освещения, модернизирована ледовая арена. Также в комплексе была открыта сауна и зал для фитнеса.

## Спортивные соревнования
- Первый дивизион чемпионата мира по хоккею с шайбой среди молодёжных команд 2019. Группа B
- Группа В первого дивизиона чемпионата мира по хоккею с шайбой 2022 года